# Кампо Санта Круз, Ла Хоја (Темиско)
Кампо Санта Круз, Ла Хоја (шп. Campo Santa Cruz, La Joya) насеље је у Мексику у савезној држави Морелос у општини Темиско. Насеље се налази на надморској висини од 1221 м.

## Становништво
Према подацима из 2010. године у насељу је живело 9 становника.

### Хронологија
| Година       | 2000        | 2005         | 2010 |
| ------------ | ----------- | ------------ | ---- |
| Становништво | 20 (11 / 9) | 25 (15 / 10) | 9    |

### Попис
| # | Индикатор                     | Вредност |
| - | ----------------------------- | -------- |
| 1 | Укупно домаћинстава           | 3        |
| 2 | Укупно насељених домаћинстава | 2        |
| 3 | Величина локације             | 1        |